# Dunchurch
Dunchurch – wieś i civil parish w Anglii, w hrabstwie Warwickshire, w dystrykcie Rugby. Leży 22 km na wschód od miasta Warwick i 122 km na północny zachód od Londynu. W 2011 roku civil parish liczyła 2938 mieszkańców. Dunchurch jest wspomniana w Domesday Book (1086) jako Donecerce.